# Graham Stuart (Politiker)

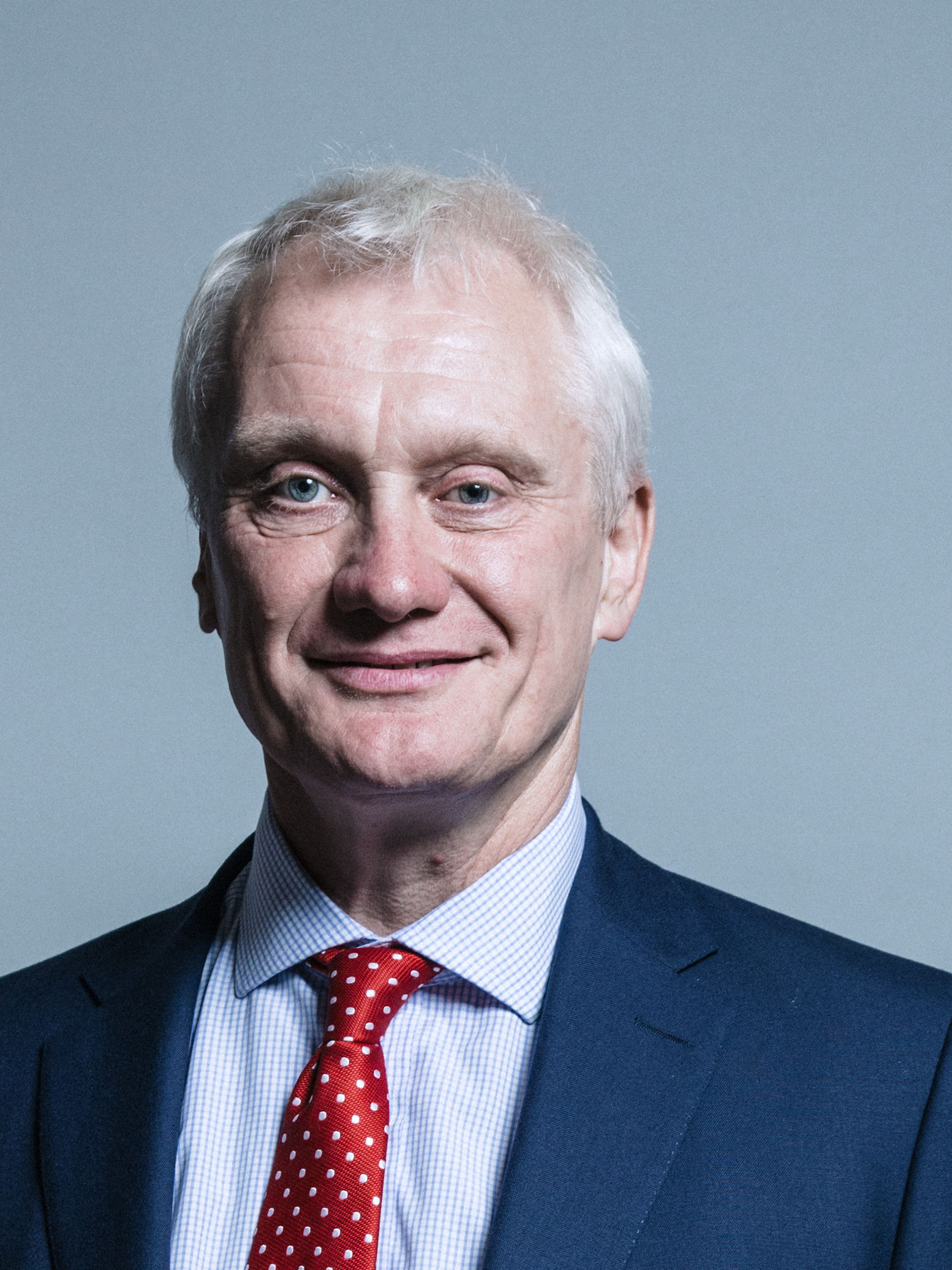
Gordon Stuart

Graham Charles Stuart PC (* 12. März 1962 in Carlisle, Cumbria) ist ein britischer Politiker der Conservative Party, der seit 2005 Mitglied des Unterhauses (House of Commons) ist und verschiedene Regierungsämter bekleidete. Aus seiner Ehe mit Anne Crawshaw gingen zwei Töchter hervor. Im Kabinett Truss war er vom 6. September bis zum 25. Oktober 2022 Staatsminister für Klima im Ministerium für Wirtschaft, Energie und Industriestrategie. 

## Leben
Graham Charles Stuart besuchte das Glenalmond College, ein koedukatives Internat der Scottish Episcopal Church nahe der schottischen Ortschaft Methven und begann daraufhin 1982 ein Studium der Philosophie und Rechtswissenschaften am Selwyn College der University of Cambridge, das er jedoch 1985 ohne Abschluss verließ. Im Anschluss gründete er ein eigenes Unternehmen, das den Leitfaden „What’s on in Cambridge“ herausgibt. Seine politische Laufbahn begann als er 1998 für die Conservative Party zum Mitglied des Cambridge City Council gewählt wurde, des Rates der Grafschaft Cambridgeshire. Bei der Unterhauswahl am 7. Juni 2001 kandidierte er zunächst ohne Erfolg im Wahlkreis Cambridge. Bei der darauf folgenden Unterhauswahl am 5. Mai 2005 wurde er für die konservativen Tories im Wahlkreis Beverley and Holderness erstmals zum Mitglied des Unterhauses (House of Commons) gewählt und bei den Unterhauswahlen am 6. Mai 2010, 7. Mai 2015, 8. Juni 2017 und 12. Dezember 2019 jeweils wiedergewählt.
Zu Beginn seiner Parlamentszugehörigkeit engagierte er sich in verschiedenen Ausschüssen und war vom 23. Januar 2006 bis zum 6. Mai 2010 Mitglied des Umweltprüfungsausschusses (Environmental Audit Committee) sowie zugleich zwischen dem 18. März und 3. August 2007 Mitglied des Gemeinsamen Parlamentsausschusses für den Gesetzentwurf zum Klimawandel (Draft Climate Change Bill (Joint Committee)). Nachdem er vom 22. Oktober bis zum 8. November 2007 kurzzeitig Mitglied des Ausschusses für Bildung und Fähigkeiten (Committee on Education & Skills) war, gehörte er zwischen dem 9. November 2007 und dem 6. Mai 2010 dem Ausschuss für Kinder, Schulen und Familien (Committee on Children, Schools and Families) an. Am 10. Juni 2010 wurde er als Nachfolger von Barry Sheerman Vorsitzender des Bildungsausschusses (Education Committee) und bekleidete diese Funktion bis zum 30. März 2015, woraufhin Neil Carmichael ihn ablöste. Zugleich war er zwischen dem 19. Juli 2010 und dem 30. März 2015 Mitglied des Verbindungsausschusses (Liaison Committee).
Am 17. Juli 2016 übernahm Stuart sein erstes Regierungsamt im ersten Kabinett May und fungierte bis zum 9. Januar 2018 auch im zweiten Kabinett May als stellvertretender Parlamentarischer Geschäftsführer (Assistant Whip) das HM Treasury, das Finanz- und Wirtschaftsministerium des Vereinigten Königreichs. Am 9. Januar 2018 übernahm er im zweiten Kabinett May den Posten als Parlamentarischer Unterstaatssekretär im Ministerium für Internationalen Handel (Parliamentary Under-Secretary, Department for International Trade) und verblieb in dieser Funktion bis zum 16. September 2021 auch im ersten und zweiten Kabinett von Boris Johnson. Im Zuge einer Regierungsumbildung wurde er am 7. Juli 2022 im zweiten Kabinett Johnson Staatsminister im Ministerium für Auswärtiges, das Commonwealth und Entwicklung (Minister of State, Foreign, Commonwealth and Development Office) und bekleidete dieses Amt bis zum Ende der Amtszeit von Premierminister Boris Johnson am 6. September 2022. Im Kabinett Truss wurde er am 6. September 2022 Staatsminister für Klima im Minister für Wirtschaft, Energie und Industriestrategie (Minister of State (Minister for Climate), Department for Business, Energy and Industrial Strategy) und bekleidete dieses Amt bis zum Rücktritt von Premierministerin Liz Truss am 25. Oktober 2022.

### Spende von Ölfirma
Im Januar 2023 berichtete der Guardian, Graham Stuart habe in der Vergangenheit Wahlkampfspenden von einem Treibstoffkonzern sowie einer Beratungsfirma im Luftfahrtsektor erhalten haben. Er soll sich sehr wohlwollend über fossile Brennstoffe geäußert haben.